# Choy gar

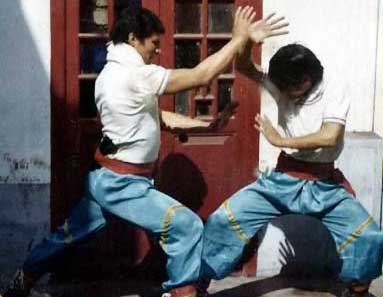
Sifu Adolfo Tijero demonstrerar en Choy Gar-position

Choy Gar är en kinesisk kampsport som fått sitt namn från Choy Gau Lee (Choy Tsung Hung) och är en av de fem familjestilarna inom Kung Fu i Södra Kina. Stilen fokuserar på ett rappt fotarbete och snabba slag.

## Tidig historia - arvet från Shaolin
Stilen Choy Gar har som de flesta kinesiska kampsporter sitt ursprung i det antika Shaolintemplet i norra Kina. Så tidigt som 540 e.Kr. tränade munkar i dessa tempel en tidig form av det som idag är Shaolin kung fu. Med tiden blev stilen allt mer utvecklad och komplex. Munkarna ville finna en balans i sina liv där både deras själ och deras fysiska förmåga levde i harmoni. För att uppnå detta utvecklade de filosofier och meditationsövningar samtidigt som de studerade kampens konst. De utarbetade olika övningar vari de kunde finslipa sina förmågor och studerade även hur olika djur betedde sig i kamp. Genom detta försökte de imitera deras olika sätt att slåss och på det sättet bemästra alla sorters strid. Vid 1600-talets mitt verkar det som att denna konst hade blivit så pass sofistikerad och nått en sådan grad av säregenhet att inte mycket har ändrats av den än idag.

## Choy Gar skapas

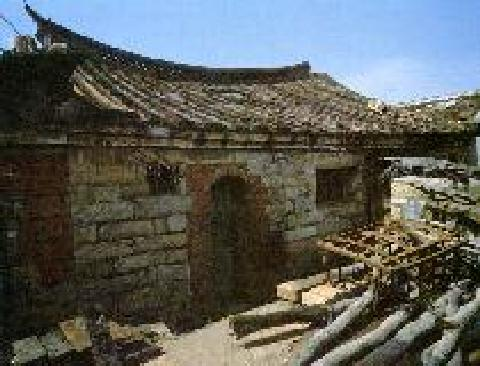
Rester av det södra Shaolin-templet i Fujian i södra Kina.

Under 1600-talet tog manchuer|na kontroll över Kina med sin Qingdynasti. Majoriteten av det kinesiska folket var Han-kineser som upplevde att deras land hade invaderats och att det var tid för revolt. Shaolintemplen i nordliga Kina var en plats där många rebeller samlades för att utbilda och mobilisera sig och även manchuerna visste detta. De började utföra attacker på templen och många munkar flydde till södra Kina för att söka sig en fristad. Flera av dessa munkar kom till Fujianregionen, bland andra Gee Sin Sim See (Gee Sum Sim See). Gee Sin Sim See hade många elever, men fem av dem blev särskilt kända. Två av dessa var Choy Gau Lee och Hung Hei Guan som grundade Choy Gar respektive Hung Gar. De övriga tre grundade Mok Gar, Li Gar (varifrån Choy Li Fut delvis härstammar) och Lau Gar. Av de fem stilarna utvidgades endast Hung Gar i någon större utsträckning genom dess nära förbindelser med revolutionen mot manchudynastin i södra Kina. Hung Gars skapare Hung Hei Gung (eller Hong Xi Kuan) deltog i denna revolution. De andra fyra stilarna blev inte lika spridda och därför är det mycket svårt att finna dem i deras originalform. Lau Gars former har till exempel blivit inkluderade i Hung Gar och Li Gars tekniker har blivit inkluderade i Choy Li Fut medan Choy Gars tekniker, former och filosofi har hjälpt till att bilda en del av Chow Gar, Choy Li Fut samt Wing Chun. Idag är Choy Gar mycket sällsynt, omgärdat av mystik och även om den nämns i nästan alla berättelser om Kung Fu i södra Kina är det endast någon handfull individer som idag fortfarande kan anses bemästra stilen.

## Stilen
Choy Gar är en självförsvarsstil där man intar låga positioner och med ett snabbt fotarbete. Med kroppen och armarna försöker man uppnå smidighet och explosivitet. I motsats till den nordliga Shaolin-stilen, som har mer breda och öppna tekniker, är de korta och snabba rörelserna i Choy Gar bättre anpassade för de trånga gränderna och gatorna i det tätt befolkade södra Kina. Den låga positionen och kraften i teknikerna ska med tiden framkalla en inre styrka inom utövaren. Detta är grundläggande för att kunna skapa effektiva rörelser och utveckla förmågan. Endast med detta kan man riktigt förstå den långa rad av Kung Fu-tekniker och deras särart. Filosofin bakom Kung Fu är därför av stor betydelse. För många utövare är utbildningen lik en uppfostran och i vardagslivet är den moral och de traditioner som undervisas i Kung Fu en hjälp för att bygga upp deras karaktär.

## Träningen
Man börjar med att bygga upp sin fysik. Uthållighet, styrka- och smidighetsträning kombineras med stretching och grundläggande teknik. Träningen utförs i en låg position (Chapma) för att öka benstyrkan. I Choy-stilen är starka ben en nödvändighet för att kunna utföra teknikerna på ett korrekt sätt. Styrka i mage och rygg är också viktigt. Den grundläggande tekniken (slag, sparkar och blockeringar), kombineras. Man lär sig formerna i två versioner, sidledes och framåt, varvid det krävs att kunna utföra den mot sin sifu i en bestämd takt och utan några stopp. Alla olika tekniker inom Choy Gar indelas i följande former, även kallade "danser":
| Choy Gar-danser                                                                    |
| ---------------------------------------------------------------------------------- |
| "Första dansen"                                                                    |
| De fyra kombinationerna                                                            |
| Choy Wi Poo (Grunden av Choy Gar ligger i denna dans)                              |
| Chi Poo (en form som är influerad av Hung Gar)                                     |
| Suilan                                                                             |
| Sikwa                                                                              |
| Svindansen                                                                         |
| Stavdansen                                                                         |
| Svärddansen                                                                        |
| Ta Shon (den längsta och mest kompletta dansen, tar mer än en kvart att genomföra) |

## Galleri

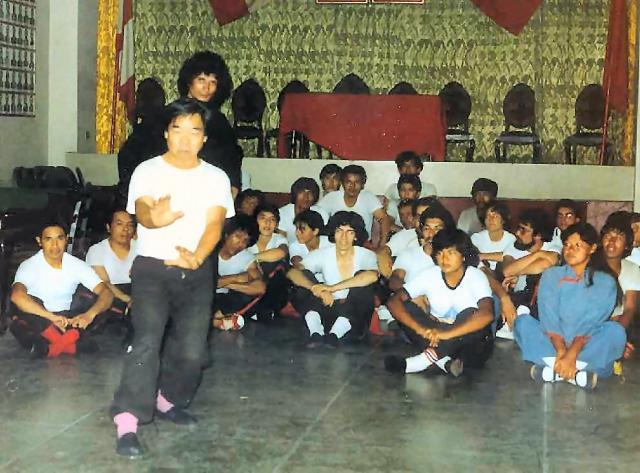
Sifu Fausto Wong demonstrerar med sifu Adolfo Tijero synlig bakom honom.
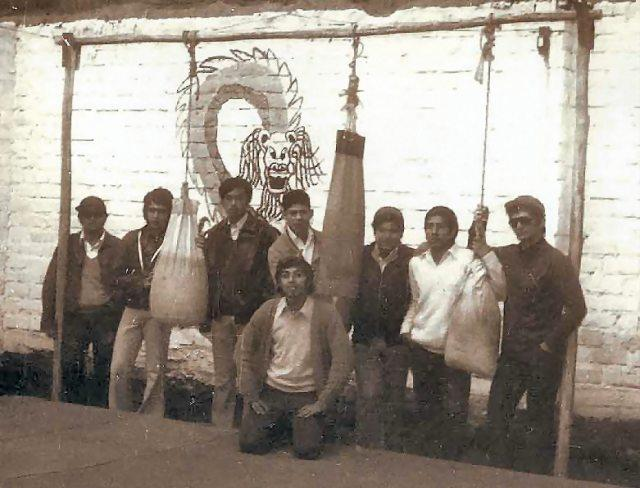
Chung Shang Huy Kun, föreningen där Choy Gar har sitt ursprung i Lima, Peru.
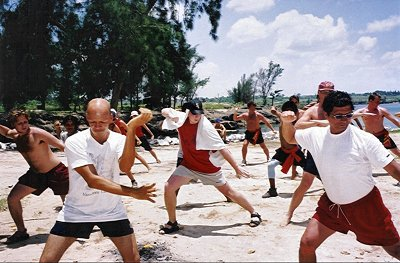
Choy Gar Sweden och dess kubanska motsvarighet tränar tillsammans.

Choy Gar baseras på kort, rytmisk teknik som minimerar ytan motståndaren kan anfalla på, vilket i sin tur medför ett effektivt självförsvar. De korta fasta benteknikerna kombinerat med de låga positionerna (benställningarna), ger motståndaren mindre utrymme att attackera vilket ger ett säkrare försvar. Att finna denna låga position samt ändå kunna behålla rörligheten och flytet i rörelserna är mycket individuellt och helt beroende av varje utövares egen kropp och styrka.
Förutom Choy Gar har Chung Shan Huy Kun-organisationen också lärt ut flera stilar i Lima i  Peru, däribland Hung Gar.

## Choy Gar idag
Det är inte känt hur många som utövar stilen Choy Gar på det kinesiska fastlandet, eftersom många klubbar gick under jorden under kulturrevolutionen.  Choy-familjen och Choy Gar hade sitt centrum i Fujian-regionen, i de bergiga områdena av Li Fou, samt norra Guangdong-regionen. Hakka-folket som bodde i kolonier i Lima tränade Choy Gar någon gång under 1940-talet. Vid den här tiden var Choy gar enbart för kineser, och det var inte förrän efter 1960-talet som några av de första icke-kineserna kom i kontakt med Kung Fu. Bland dem var Adolfo Tijero som nu har en Choy Gar-klubb i Stockholm och som troligen är den sista sifun bland den första generationen icke-kineser. Han lärde sig stilen från Fausto Wong som i sin tur var elev till kinesen Pablo Kam (kines). Det finns också en klubb i Kuba som introducerades där av Lei Tchoy från Guangdong och som kom till Havanna under 1900-talets första 25 år. Tillsammans med Lei Bu (från Hung Gar) och Wong Key från Kanton öppnade de Martial arts and sport society i Chinatown i Havanna. Den tredje klubben ligger någonstans i Peru, men det är inte känt exakt var.